# Жолоби (Кременецький район)
Жолоби́ — село в Україні, у  Кременецькій міській громаді Кременецького району Тернопільської області. Розташоване в центрі району. До 2020 - адміністративний центр Жолобівської сільської ради. До Жолобів приєднано хутір Олексюки.
Населення — 1161 особа (2003).

## Історія
Перша писемна згадка — 1545, згідно з описом Кременецького замку.
У переліку замкових сіл та людей при Кременецькому замку (дані за люстраціями 1542, 1545, 1552 рр): -Жолоби та Підлісі (12 тяглих, 2 данники, 6 путніх; те ж; 16 дворищ, димів 16, на волі 3 дима);
На 1936 рік село входило до ґміни Бережці Кременецького повіту.
12 червня 2020 року, відповідно до розпорядження Кабінету Міністрів України № 724-р «Про визначення адміністративних центрів та затвердження територій територіальних громад Тернопільської області», увійшло до складу Кременецької міської громади.
19 липня 2020 року, в результаті адміністративно-територіальної реформи та ліквідації Кременецького (1940-2020) району, село увійшло до складу новоутвореного Кременецького району.

## Населення
За даними перепису населення 2001 року мовний склад населення села був таким:
| Мова       | Число ос. | Відсоток |
| ---------- | --------- | -------- |
| українська |           | 99,66    |
| російська  |           | 0,34     |

## Пам'ятки
Поблизу Жолобів виявлено археологічні пам'ятки давньоруської культури.
Поблизу села зростає модриново-букове насадження — ботанічна пам'ятка природи місцевого значення.
Через село проходить екологічний велосипедний маршрут "Навколо Кременецьких гір", створений Національним природним парком "Кременецькі гори".

## Релігія
- церква святої Трійці (1782; мурована),
- церква святителя Миколая Чудотворця (2001, ПЦУ),
- дім молитви ХВЄ.

## Пам'ятники
Встановлено пам'ятний знак воїнам-односельцям, полеглим у німецько-радянській війні (1985).

## Соціальна сфера
Діють загальноосвітня школа І-ІІ ступенів, клуб, бібліотека, ФАП.

## Відомі люди
Уродженкою села є Свентах Тетяна Василівна — бандуристка, педагог, заслужений діяч мистецтв України.
У селі поховані полковник Армії УНР К. Мисевич та солдат  ЗС України В'ячеслав Мельник.

## Галерея

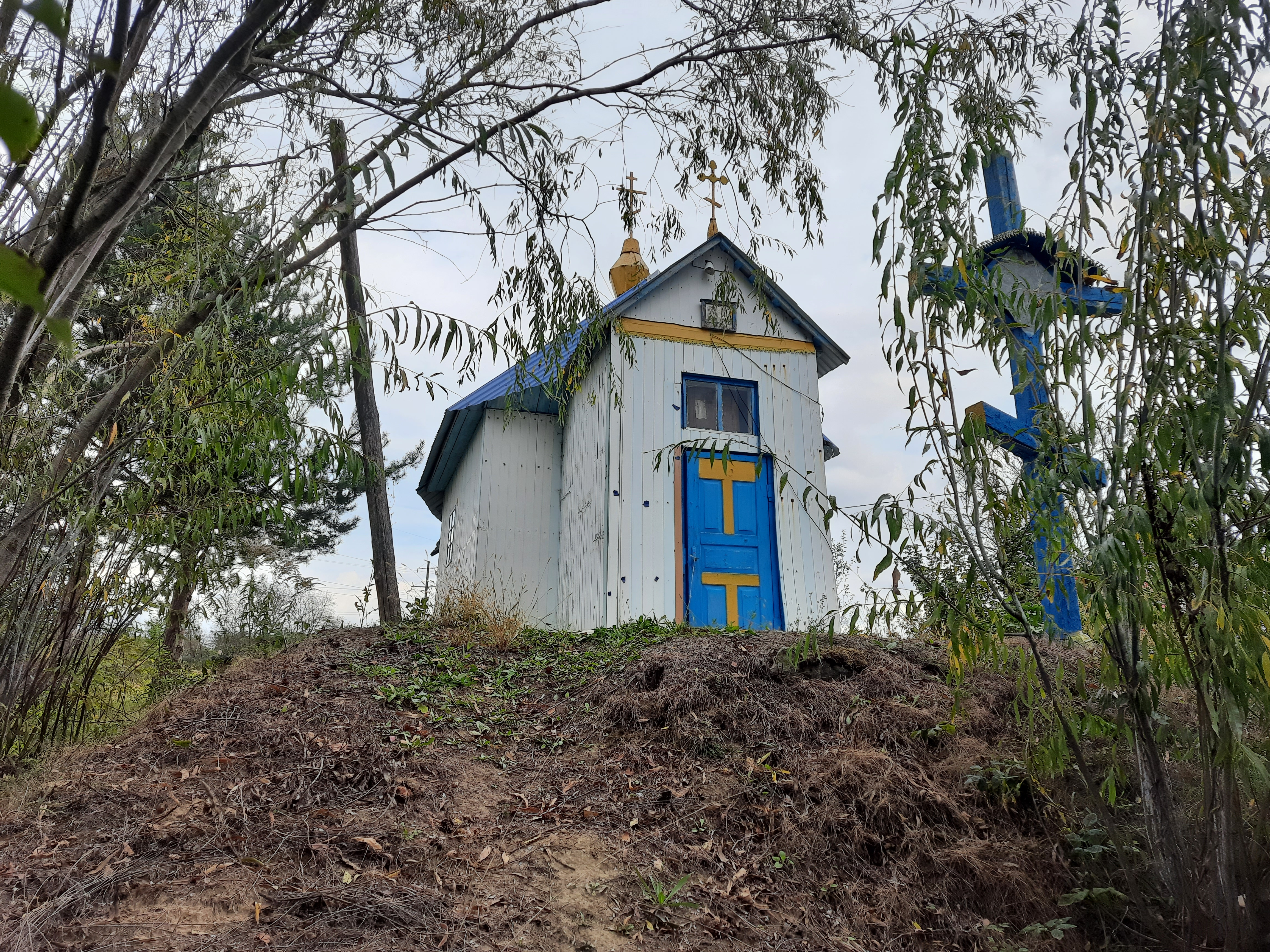
Церква Святителя Миколая Чудотворця
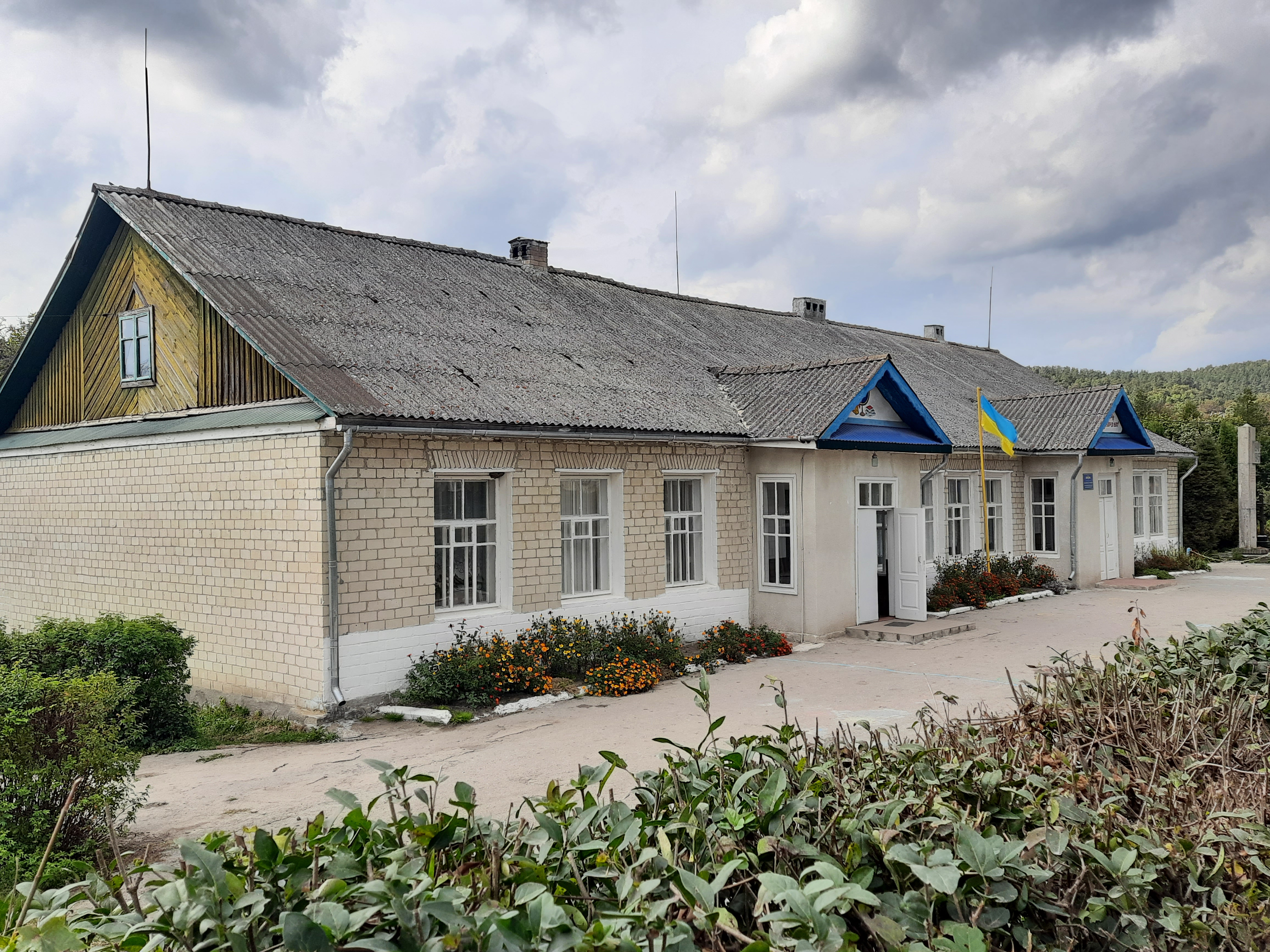
Школа
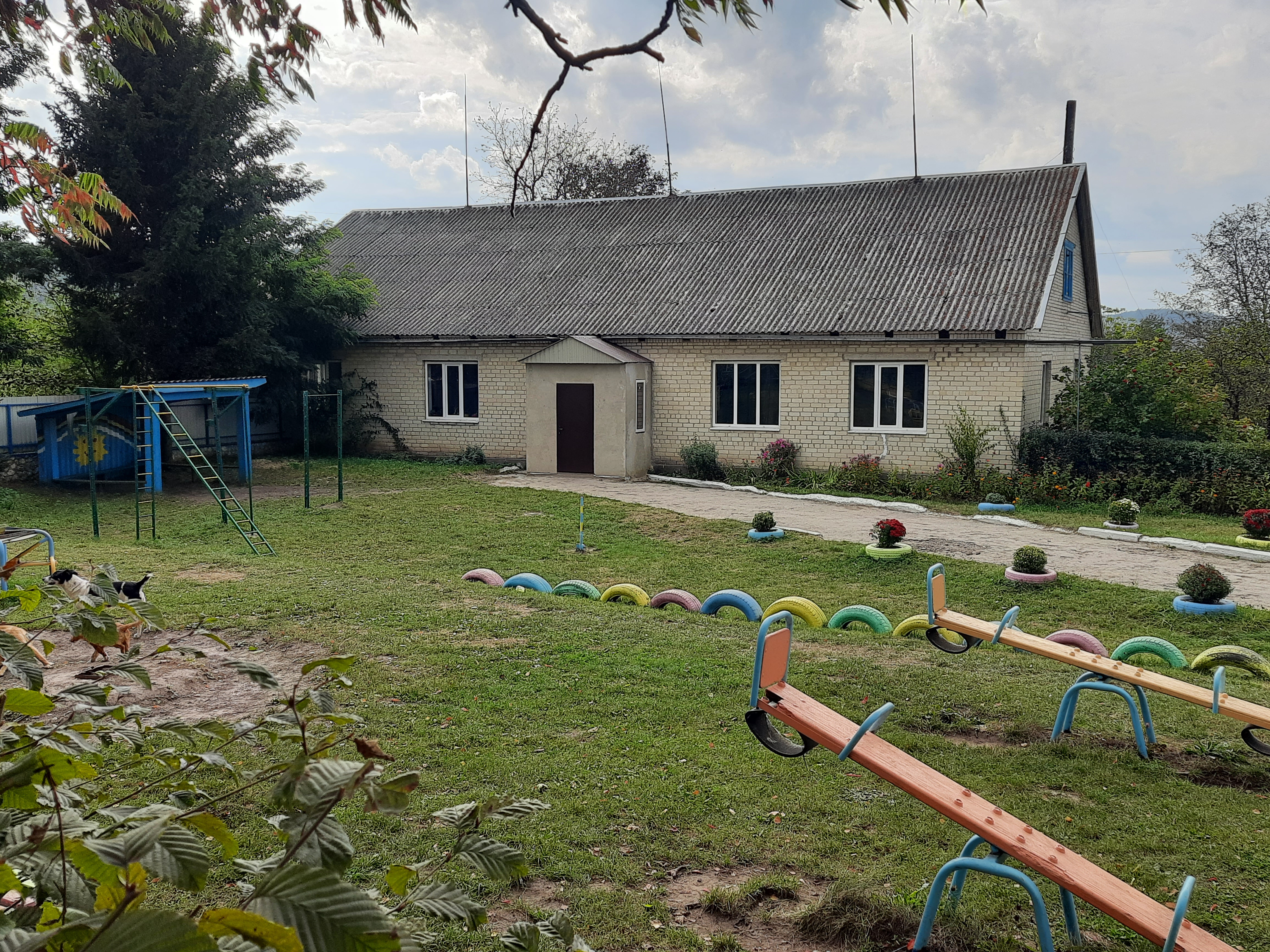
Дитячий садок
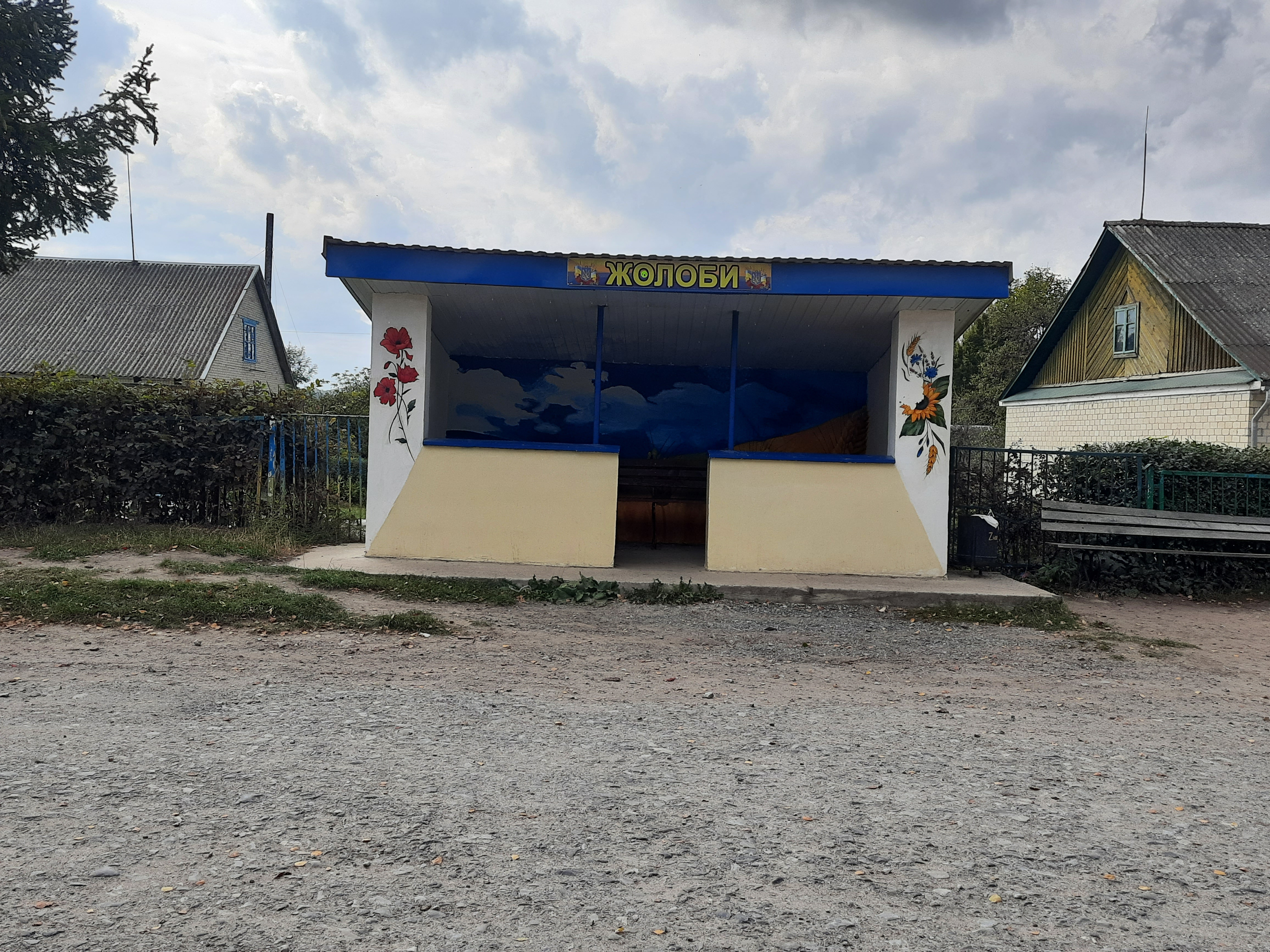
Автобусна зупинка
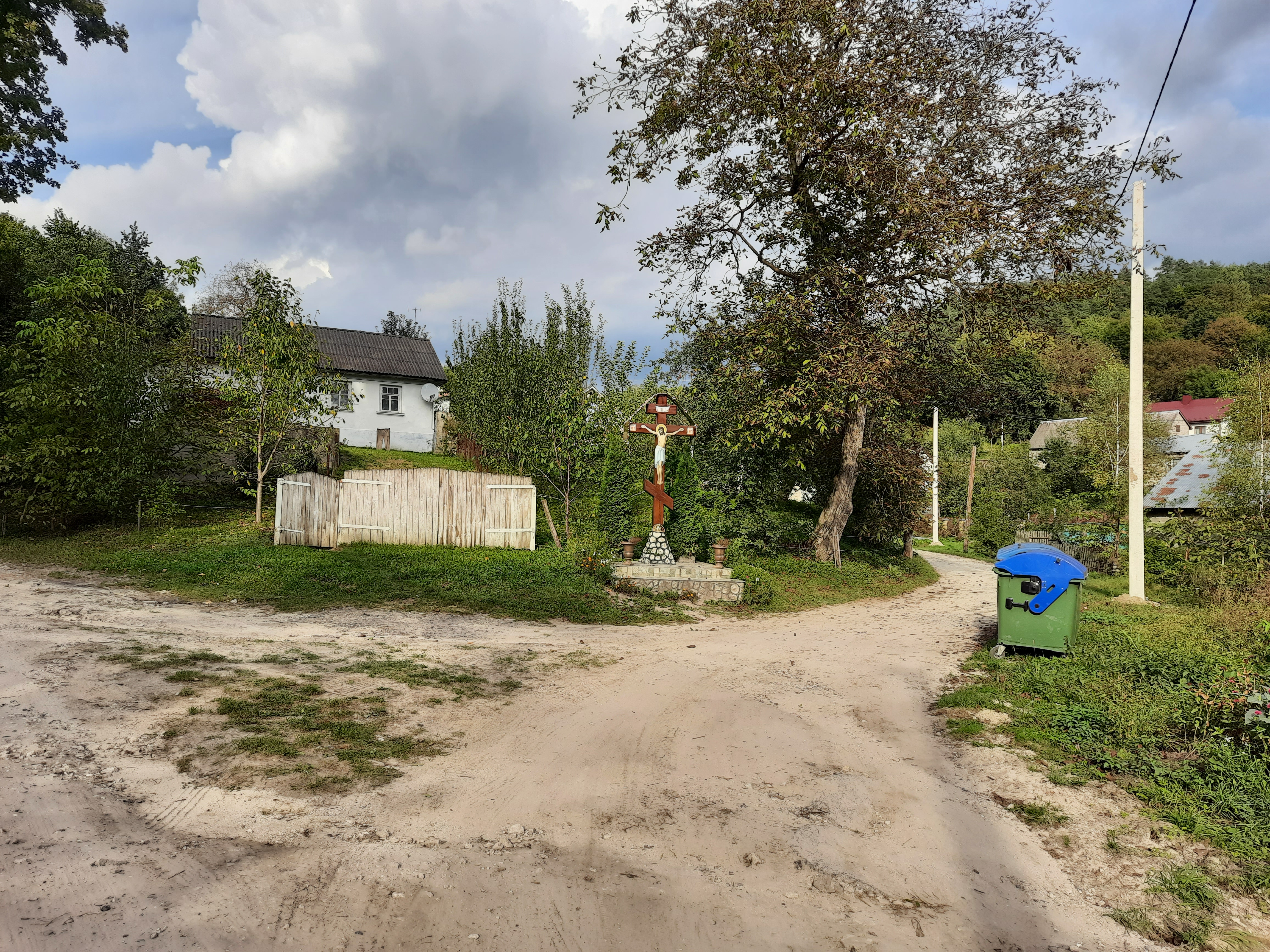
Сільський пейзаж